# چارلز سی. ای. بالدی
چارلز کارماین آنتونیو بالدی (به انگلیسی: Charles Carmine Antonio Baldi، ۲ دسامبر ۱۸۶۲ – ۲۸ دسامبر ۱۹۳۰) بازرگان، بانکدار، ناشر روزنامه، کارآفرین و انسان‌دوست آمریکایی بود که در فیلادلفیا زندگی می‌کرد.
او در ۱۴ سالگی از پادشاهی ایتالیا مهاجرت کرد و حرفه‌ای را دنبال کرد که باعث شد در اوایل دههٔ ۱۹۰۰، برای جمعیت روبه‌رشد آمریکایی‌های ایتالیایی‌تبار رهبری برجسته دانسته شود. بالدی در ادامه روابطی قوی با اجتماعات سیاسی و تجاری موجود آمریکایی در منطقهٔ بزرگ فیلادلفیا ایجاد کرد، که از طریق سازمان‌های بازرگانی او گسترش یافتند؛ این شامل سازمان‌های اجتماعی و انسان‌دوستانه می‌شد، که هدفشان پشتیبانی از سبک زندگی مهاجران ایتالیایی برای دست‌یابی به وضعیت اقتصادی بهبودیافته و حفظ میراث فرهنگی سنتی، در عین زندگی در ایالات متحده آمریکا بود.

## حرفه
او نخستین بانک مبادله ایتالیایی را تأسیس کرد تا کارگران مهاجر بتوانند پول‌هایشان را پس‌انداز کنند و به خویشاوندانشان در ایتالیا پول برگردانند. او از ۱۹۰۶ تا ۱۹۳۰، صاحب و سردبیر بزرگ‌ترین روزنامه ایتالیایی‌زبان به نام لوپینیونه بود، که فرصت‌های شغلی و اخبار روز آمریکا و ایتالیا را ارائه می‌کرد.
علاوه بر این، بالدی یک کسب‌وکار املاک و بیمه را اداره می‌کرد، که از کارگران مهاجر ایتالیایی پذیرایی می‌کرد و یک مؤسسهٔ خیریه به نام فدراسیون جامعه‌های خیریه ایتالیایی تأسیس کرد؛ در حالی که نقش رهبری را در جامعهٔ کارگری موتو سوکورسو دی سان بیاجو ایفا می‌کرد. نامه‌نگاری‌های اولیه‌اش باعث شدند که او به مهارت‌های زبانی دست یابد؛ او در دادگاه‌های فیلادلفیا برای مردم ایتالیایی‌زبان خدمات مترجمی ارائه می‌کرد. او یک مؤسسهٔ کفن و دفن به نام بالدی فینرال هوم را تأسیس و اداره کرد، که به خانواده‌های آمریکایی ایتالیایی‌تبار خدمات می‌داد؛ این مسئله نام خانوادگی او را برای بیش از ۴ نسل در جنوب فیلادلفیا حفظ کرده‌است. علاقهٔ او به سیاست و تحصیلات باعث شد که به هیئت مدیرهٔ بخش آموزش و پرورشی فیلادلفیا منصوب شود و تا هنگام مرگش در ۱۹۳۰ آنجا خدمت کند.

### جوایز و افتخارات
در ۱۹۷۴، شهر فیلادلفیا تشخیص داد که بالدی، نخستین مهاجری بوده‌است که به هیئت مدیرهٔ بخش آموزش و پرورشی فیلادلفیا پیوسته‌است؛ او تا هنگام مرگش در ۱۹۳۰ در آن خدمت کرد، مدرسهٔ متوسطهٔ بالدی را جهت بزرگداشت خدمتش به آموزش به یاد او نام‌گذاری کرده‌اند.
در ۲۰۱۷، محل اقامت بالدی واقع در فیلادلفیا، خیابان گرین، پلاک ۳۱۹ توسط کمیسیون تاریخی و موزهٔ پنسیلوانیا مکانی تاریخی در نظر گرفته شد.

### برادران بالدی

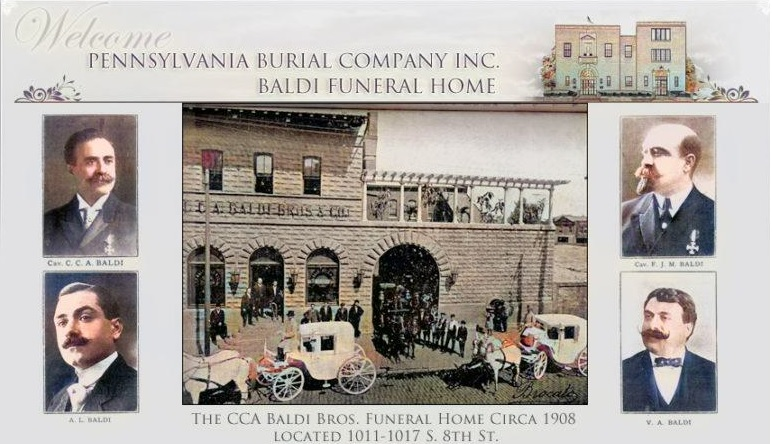
بالدی فینرال هوم در ۱۹۰۸ واقع در فیلادلفیا، خیابان هشتم، ۱۰۱۱–۱۰۱۷. - عکس از برادران بالدی.

برادران بالدی فیلادلفیا داستانی‌ست که یکی از چشمگیرترین خانواده‌های حاضر در امور تجاری در اوایل دههٔ ۱۹۰۰ ایالات متحده آمریکا دانسته می‌شود. آن‌ها در ترکیبی هماهنگ، کار می‌کردند و فعالیت‌هایشان شامل شرکت‌های زیادی می‌شد: همراه با چارلز سی. ای. بالدی، برادران در خطوط متنوعی از جمله بانکداری، املاک، بیمه، آژانس کشتی بخار فرااطلسی، فروش زغال‌سنگ، اصطبل کرایه و نگهداری اسب، تقبل مراسم خاک‌سپاری و انتشار روزنامه فعالیت کردند. در واقع آن‌ها چارلز سی. ای. بالدی و ۴ برادرش بودند: جوزپه، ویرجیلیو، جووانی و آلفونسو. میراث خانواده برای سده‌ها در ایتالیا تثبیت شده بود؛ پدر آن‌ها ویتو بالدی در استان سالرنو پیمانکار و خدمتکار بود، جایی که پنج پسر زاده شدند.

### نوادگان
بالدی پدر پنج پسر و دو دختر بود:
- فردریک اس. بالدی، مدیر پزشکی زندان‌های شهرستان فیلادلفیا و رئیس پیشین جامعهٔ پزشکی شهرستان فیلادلفیا
- ویتو ام. بالدی
- چارلز کارماین آنتونیو بالدی جونیور، عضو مجلس نمایندگان پنسیلوانیا از بخش دوم
- جوزف اف. ام. بالدی، عضو مجلس نمایندگان پنسیلوانیا از بخش چهاردهم
- ویرجیل بالدی
- رز بالدی
- لوئیز بالدی داگلاس (‎۱۸۹۶—۱۹۷۶)، با چارلز گوئین داگلاس (‎۱۸۹۱–۱۹۵۹) ازدواج کرد و صاحب ۳ فرزند شدند.
  - چارلز گوئین داگلاس جونیور، با بتسی گراهام ازدواج کرد.
    - چاک داگلاس، نمایندهٔ مجلس آمریکا از نیوهمپشایر و مستشار دیوان عالی نیوهمپشایر

  - لوئیز داگلاس ترنر
  - رز بالدی داگلاس سوئیفت، با آرچی دین سوئیفت جونیور ازدواج کرد و صاحب ۳ فرزند شدند.
    - آرچی دین سوئیفت سوم
    - داگلاس سوئیفت
    - اسکات کینگزلی سوئیفت، با آندریا گاردنر فینلی ازدواج کرد و صاحب ۲ فرزند شدند.
      - تیلور سوئیفت[۸]
      - آستین سوئیفت

نتیجهٔ بالدی چاک داگلاس دربارهٔ زندگی او کتابی نوشته‌است.

## برای مطالعهٔ بیشتر
- King of Little Italy: C.C.A. Baldi & His Brothers By Charles G. Douglas, III; with Victor L. Baldi, III, and Douglas Baldi Swift
- Marker application documents, Philadelphia Historical Commission, Home of Charles C. A. Baldi, 2017